# Ladislav
Ladislav es una localidad de Croacia situada en el municipio de Hercegovac, en el condado de Bjelovar-Bilogora. Según el censo de 2021, tiene una población de 292 habitantes.

## Geografía
Está situada a una altitud de 138 metros sobre el nivel del mar, a unos 118 km de la capital nacional, Zagreb.

## Demografía
| Gráfica de población de Ladislav 1857-2021                          |
|                                                                     |
| Según los censos de población de la Oficina de Estadísticas Croata. |